# Tashilhunpo
Il monastero di Tashilhunpo fu fondato nel 1447 da Gendün Drup il primo Dalai Lama ed è un centro storico e culturale di rilevante importanza, secondo solo a Shigatse, altro importante luogo di culto in Tibet.
Nel 1791 il monastero fu attaccato e saccheggiato dai guerrieri nepalesi Gurkha i quali furono presto cacciati dai cinesi. Il monastero fu la tradizionale residenza dei vari Panchen Lama, la seconda maggiore carica religiosa tibetana. Al Panchen Lama è riconosciuto il controllo di tre piccoli distretti attorno alla città di Shigatse, ma non sulla città, la quale è sotto il controllo di un prefetto nominato dalla capitale Lhasa.
È in uso presso i pellegrini in visita al monastero, girare attorno alle mura per ammirarne tutta la grandezza e la bellezza. Sebbene durante la Rivoluzione culturale cinese alcune parti del monastero siano state distrutte, attualmente il luogo è sede di circa 4000 monaci tibetani, malgrado il territorio sia sotto il diretto controllo della Cina.

## Storia
Il monastero di Tashilhunpo fu fondato nel 1447 dal primo Dalai Lama, Gendün Drup, nipote e discepolo del famoso filosofo bhuddista Je Tsongkhapa. La costruzione fu interamente finanziata dalle donazioni dei nobili locali. 
Nel 1791 il monastero fu saccheggiato durante un'invasione dei Gurkha, un popolo misto tra nepalesi e indiani, i quali riuscirono anche ad espugnare la stessa città di Shigatse; poco dopo però, un intervento armato cinese riuscì a ricacciare gli invasori fino a Kathmandu, stabilendo a carico degli sconfitti una pesante ammenda economica, oltre alla restituzione di tutto quello che era stato trafugato a Tashilhunpo (i cinesi avevano a loro volta ambizioni espansionistiche sia sul monastero sia sull'intero Tibet).
Fin dalle sue origini Tashilhunpo è stata la residenza dei vari Panchen Lama, e ognuno di essi ha provveduto ad ampliare gradualmente la costruzione. Nel 1995, Choekyi Gyalpo l'11° Panchen Lama nominato dal governo cinese è stato insediato in questo monastero, proprio mentre Gedhun Choekyi, il Panchen Lama riconosciuto dall'attuale Dalai Lama veniva posto sotto la "custodia protettiva" delle autorità cinesi.
Alle sue origini, Tashilhunpo contava circa 4000 monaci e quattro scuole di Tantra ognuna delle quali con un suo abate. Questi quattro abati, dopo la morte del Panchen Lama in carica, avevano il compito di ricercare una sua nuova reincarnazione e di comunicarne il nome al Dalai Lama. Nel 1960 il monastero fu quasi completamente distrutto da un attacco cinese, il Panchen Lama si salvò per puro caso, visto che non era sul luogo nel momento dell'attacco. C'è comunque da dire che i danni subiti da Tashilhunpo furono inferiori rispetto a quelli subiti da altri monasteri tibetani. Fu in quegli anni che molti influenti lama e monaci abbandonarono il Tibet e, rifugiatisi in India, Nepal e Bhutan ricostruirono i loro monasteri. L'ultimo Panchen Lama decise di non abbandonare mai il Tibet, e con lui restarono anche altri influenti lama, fino alla sua fine.
Così, mentre i monaci in esilio hanno sviluppato altri monasteri fuori dal Tibet, Tashilhunpo è rimasto abbandonato a se stesso, anche se nel 1972 fu costruito un nuovo campus, finanziato dai tibetani in esilio delle regioni del sud dell'India. Dagli anni '80 il monastero è stato aperto al pubblico ed è attualmente un'importante risorsa turistica del Tibet.

## Luoghi di culto limitrofi

### Jamba Chyenmu "Il tempio di Maitreya"
Il Tempio di Maitreya conosciuto come Jemba Chyenmu è stato costruito ad ovest del monastero. È stato eretto nel 1914 da nono Panchen Lama come dimora di una gigantesca statua di Maitreya Buddha alta 26,2 metri. La statua è posta su un trono a forma di loto, con una postura che simboleggia un'azione di insegnamento. La statua contiene 279 kg di oro e 150.000 kg di rame ed ottone ed è incorniciato in una cornice di legno fatta da artigiani tibetani e nepalesi.
Ai quattro angoli del tempio, sono riprodotte quattro copie in miniatura di Maitreya Buddha in forma di murales, disegnati in stile antico come quelli che sono a Lhasa.

### Gudong: Il palazzo dei Panchen Lama
Sul lato orientale del monastero, nei vecchi quartieri, è situato il palazzo dei Panchen Lama, conosciuto come Gudong. Per accedervi si passa in un cortile, e una volta entrati nel tempio si può visitare la costruzione contenente le tombe dei Panchen Lama dal quinto al nono, distrutte durante la Rivoluzione culturale cinese. Anche in questo luogo ci sono moltissime decorazioni in oro ed argento, che rendono la costruzione molto simile al Palazzo del Potala situato a Lhasa. 
Sulla sinistra ci sono tre statue che rappresentano Amitābha, il Buddha della Luce Infinita. Ad un livello superiore sono situate alcune cappelle create dai tibetani nel 1920. Gli antichi quartieri non sono più aperti al pubblico

### La sala dei salmi
La sala dei salmi contiene al centro il trono del Panchen Lama affiancato da due cappelle comunicanti. Quella di sinistra è dedicata ai devoti che pregano Shakyamuni, ci sono anche otto bodhisattva; quella a destra invece è dedicata a Tārā, la dea che protegge le montagne e che è raffigurata in tutto il tempio.

### La sala dei sutra
La sala dei sutra è una sorta di deposito in cui sono conservati 10.000 pezzi di legno ed altri oggetti necessari per disegnare e dipingere le immagini e le scritture buddiste. In questa sala sono presenti le descrizioni originali in sanscrito di molti testi tibetani. I turisti in visita possono acquistare immagini, scritti, calendari e bandiere tibetane, create interamente dai monaci.

### Altre sale minori
Oltre la sala dei sutra, sono presenti anche altre sale minori: si parte dalla sala Gyeni che è usata per altri tipi di salmi, tipicamente tibetani; è decorata con murales raffiguranti Buddha.
Abbiamo poi la scuola di Ngang che è la più piccola sala costruita nel complesso di Tashilhunpo, anche qui si recitano salmi, accompagnati da strumenti musicali usati dagli stessi monaci del tempio. I turisti possono liberamente visitare questo luogo, ma si richiede, specialmente ai fotografi, di rispettare la sacralità del luogo. C'è poi la grande galleria del monastero, all'interno della quale ci sono numerose cappelle e una miriade di piccole statue di Buddha.
Infine, merita menzione il tetto del monastero di Tashilhunpo, costruito da una serie di cupole di bronzo, dislocate su due livelli. Sul lato nord, sotto la cappella che copre l'atrio principale del monastero, si trova la tomba del primo Dalai Lama, l'unico a non essere stato seppellito a Lhasa. Sul lato est c'è la cosiddetta "camera degli orrori", una sala in cui sono raffigurati alcuni demoni che secondo le antiche leggende avevano il compito di difendere i luoghi sacri. Sul lato sud, sono infine dipinti altri murales dorati e blu, raffiguranti alcuni tratti salienti della storia e della cultura tibetana.

## Galleria d'immagini

Tashilhunpo
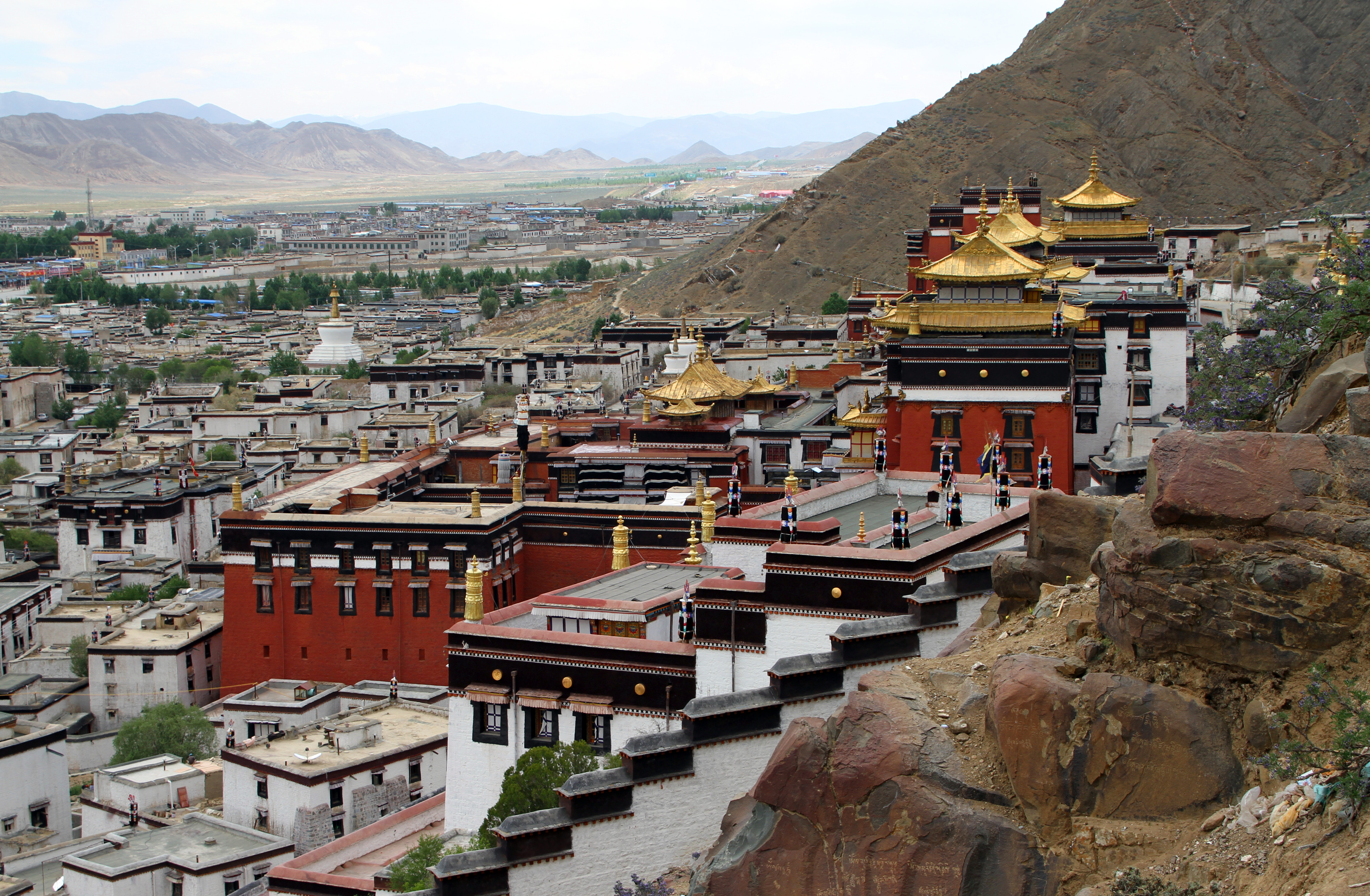
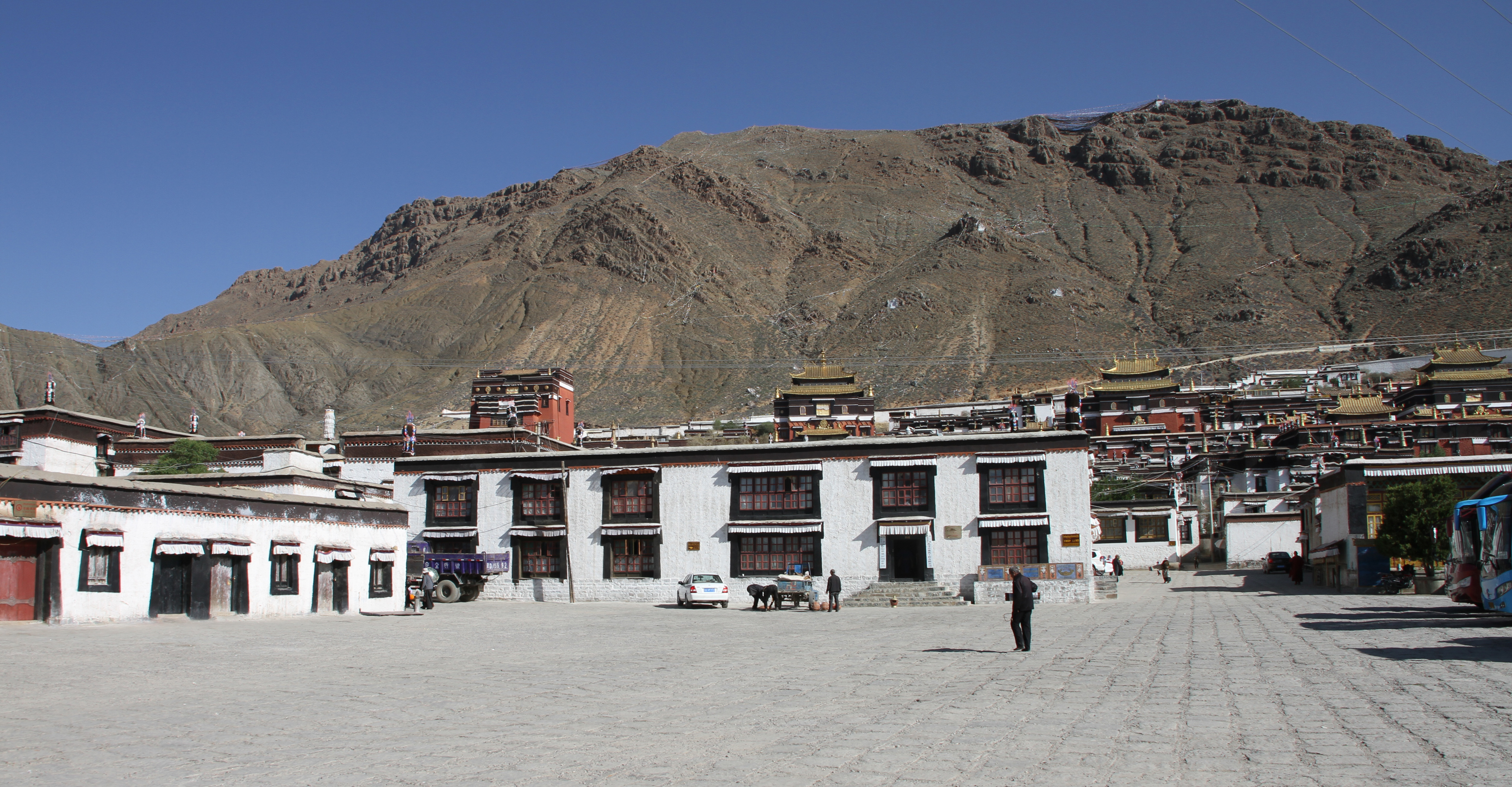
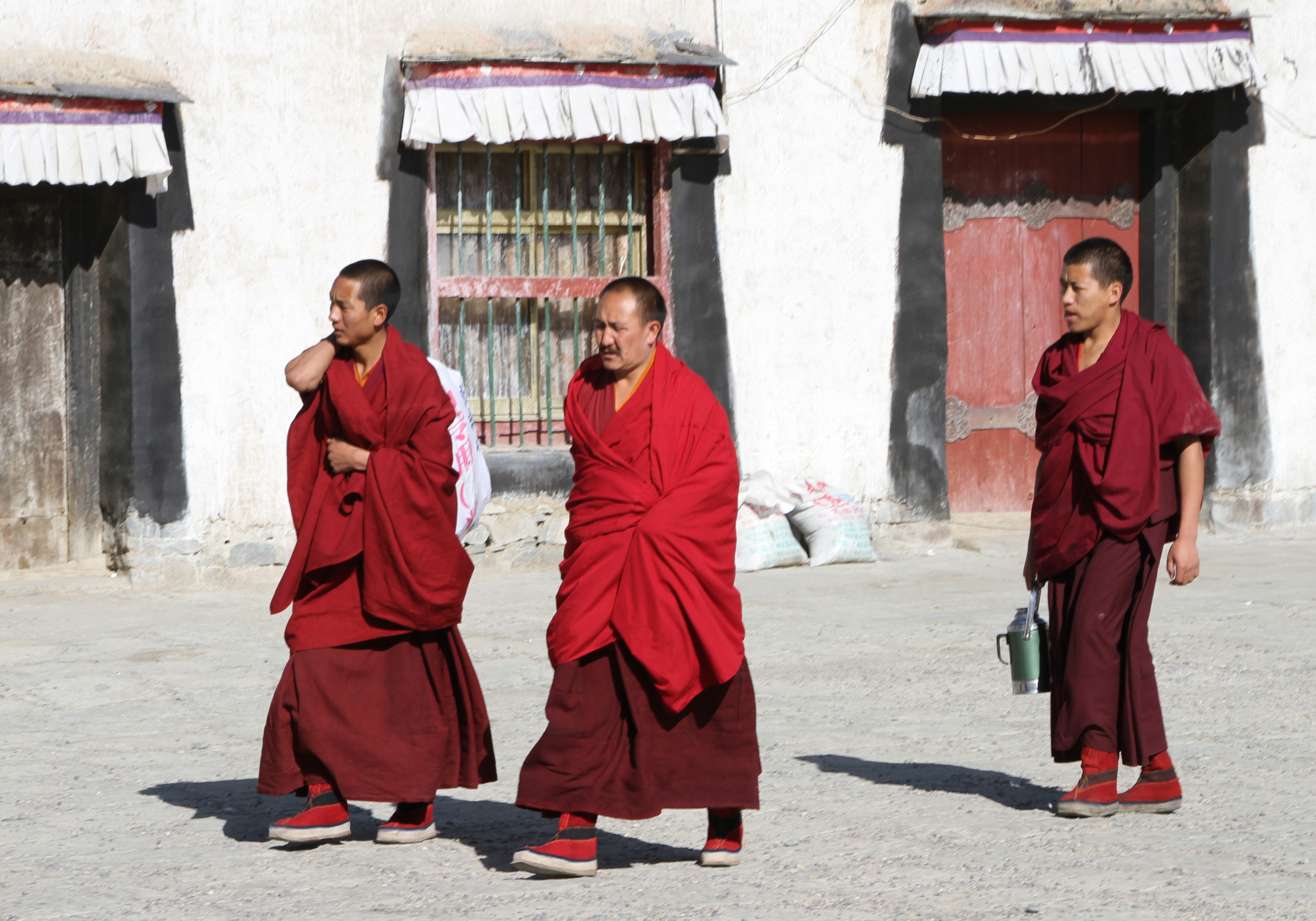
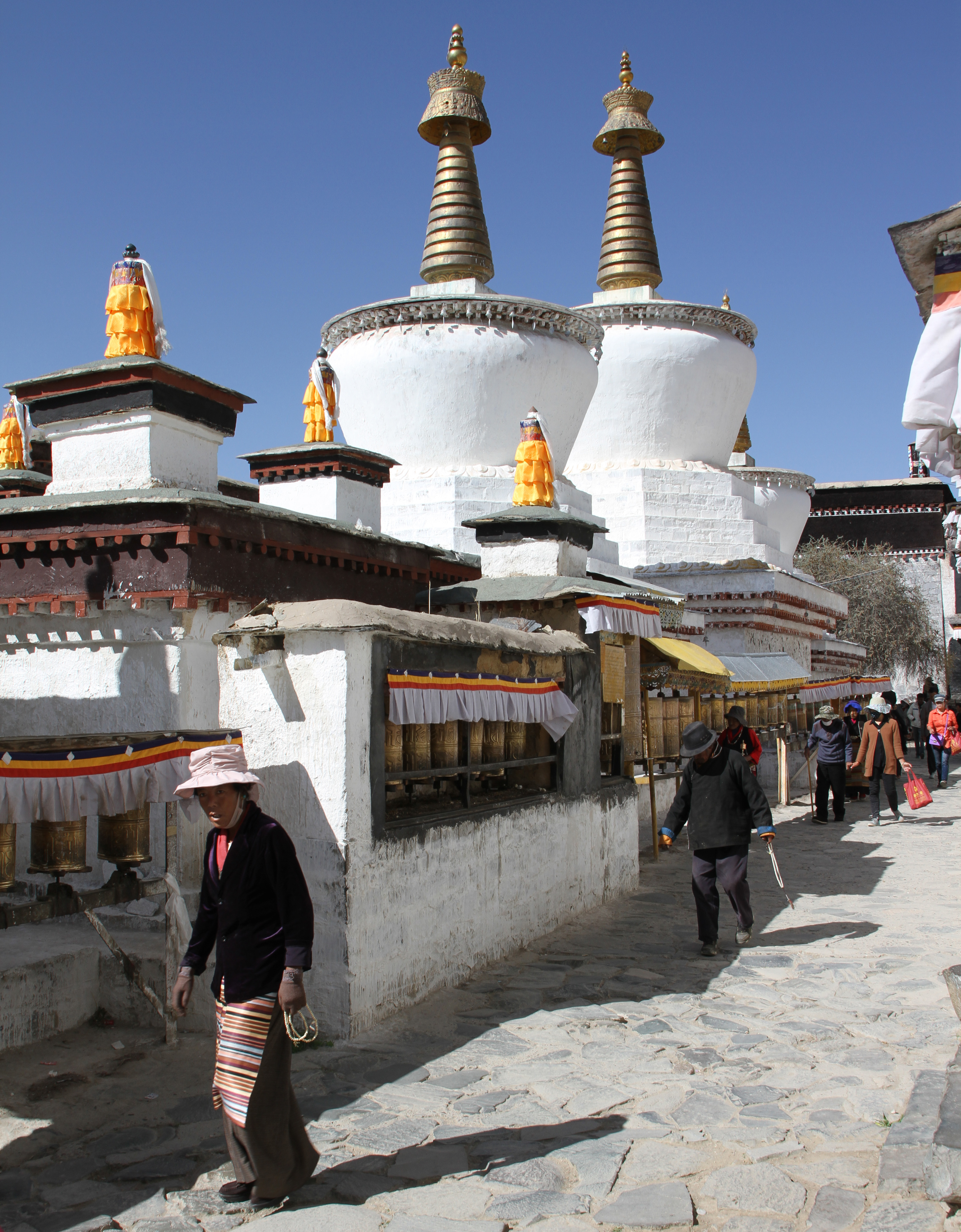
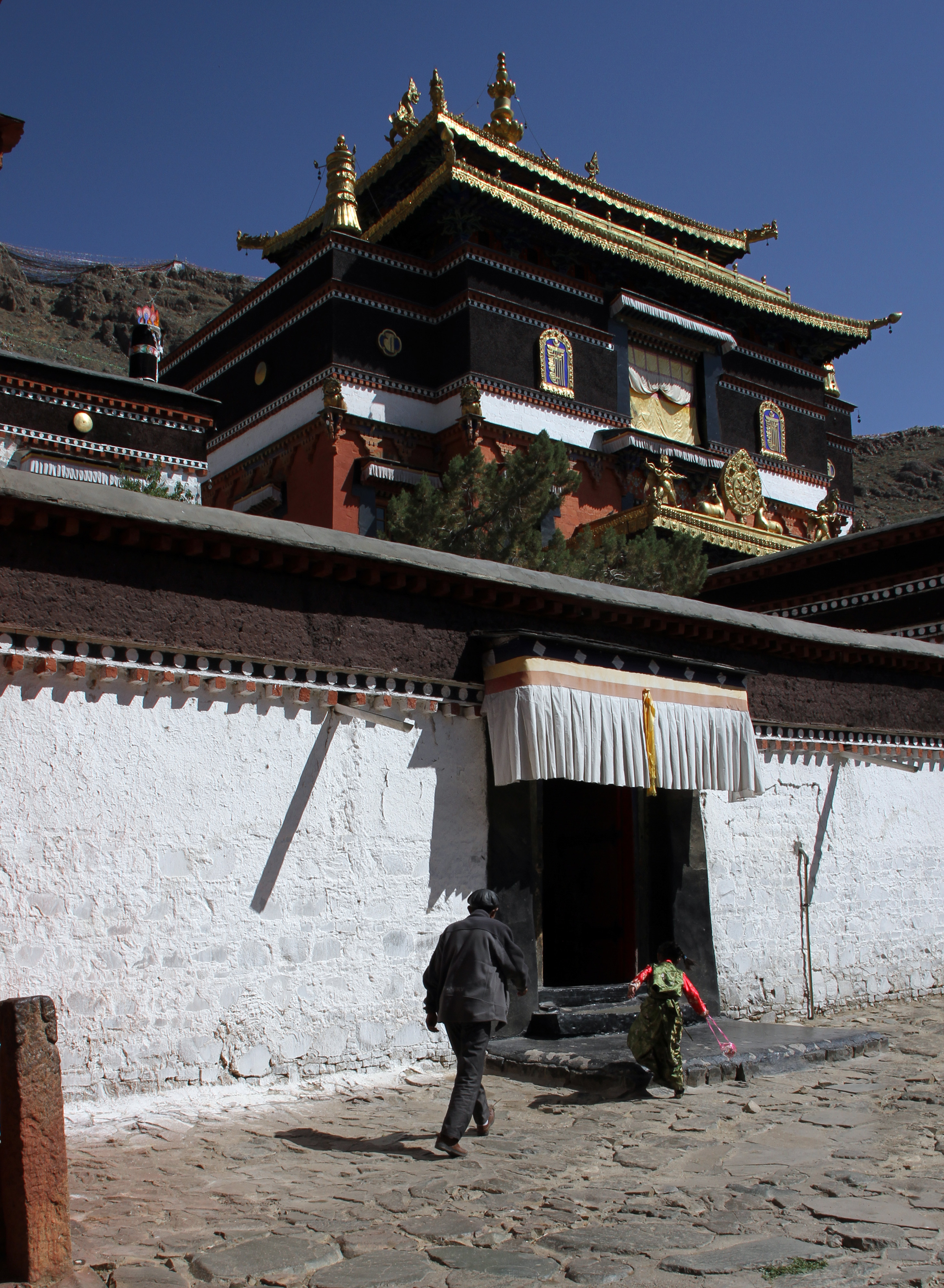
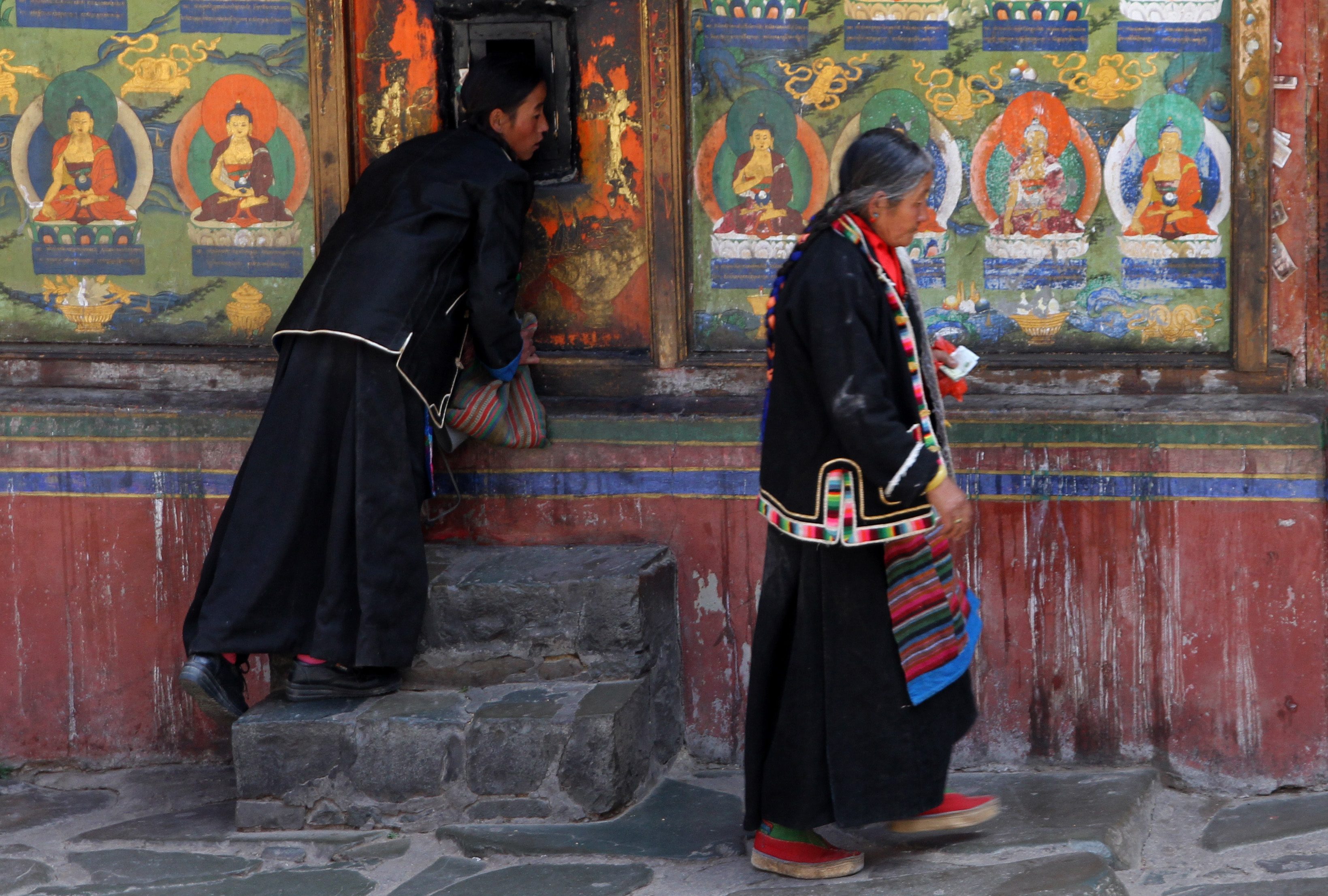